# Xaikh Hasan
Xaikh Hasan fou un amir de Tamerlà, probablement germà de Xaikh Nur al-Din.
Se l'esmenta com a cosi i com a germà de Xaikh Nur al-Din. El 1410 Nur al-Din, revoltat, li va encarregar assetjar la fortalesa de Kerkin, propera al Jihun. El 1411 en les conversees de pau, Xah Malik el va proposar a Nur al-Din com un dels hostatges. Després de l'assassinat de Nur al-Din, Xaikh Hasan, va enviar un missatge anunciant la seva submissió i l'emperador li va exigir l'entrega de Tuman Agha. Uns dies després la princesa arribava a Herat on ja estava Xah Rukh. La vila de Kusuyeh li fou entregada com a soyurgal.
Un amir de Kirman, destacat servidor de Sultan Uways, portava també el mateix nom, però tot i ser contemporanis, eren personatges diferents.